# Šťavelovité
Šťavelovité (Oxalidaceae) je čeleď vyšších dvouděložných rostlin z řádu šťavelotvaré (Oxalidales). Zahrnuje byliny i dřeviny a je rozšířena po celém světě. Šťavelovité se vyznačují složenými listy a pětičetnými květy se svrchním semeníkem. Plodem je tobolka nebo bobule. Často mají vysoký obsah šťavelanů. V České republice jsou zastoupeny pouze rodem šťavel. Karambola poskytuje tropické ovoce.

## Popis
Mezi šťavelovitými převládají byliny, tropičtí zástupci však zahrnují i keře a stromy. Bylinní zástupci mají často podzemní hlízy nebo dužnaté oddenky. Odění je tvořeno jednoduchými chlupy. Listy jsou střídavé, celokrajné, u některých zástupců uspořádané v přízemní růžici nebo shlucích na vrcholech větví, dlanitě nebo zpeřeně složené, trojčetné nebo výjimečně redukované na jediný lístek. Na řapíku či řapíčcích jednotlivých lístků je nezřídka ztlustlina (tzv. pulvinus), u některých zástupců se lístky na noc sklánějí, výjimečně (Biophytum) mohou být i sensitivní na dotyk. Žilnatina je dlanitá až zpeřená, palisty obvykle chybějí. Květenství jsou úžlabní, často připomínající okolík, případně vrcholíky nebo i hrozny. Někdy jsou květenství redukovaná na jediný květ. Květy jsou oboupohlavné, pravidelné, od drobných nenápadných až po velké a nápadné. Kalich i koruna jsou složeny z 5 volných lístků. Tyčinky jsou obvykle v počtu 10, na bázi srostlé, ve dvou kruzích, ve vnitřním kruhu jsou delší než ve vnějším. Semeník je svrchní, srostlý obvykle z 5 plodolistů, laločnatý, s 5 volnými čnělkami na vrcholu a s 5 komůrkami. V každém plodolistu je několik vajíček. Nektar je produkován nektárii mezi korunními plátky nebo na bázi tyčinek. Plodem je pouzdrosečná tobolka, řidčeji dužnatá bobule. Semena obsahují dužnatý endosperm a až na výjimky jsou opatřena míškem.

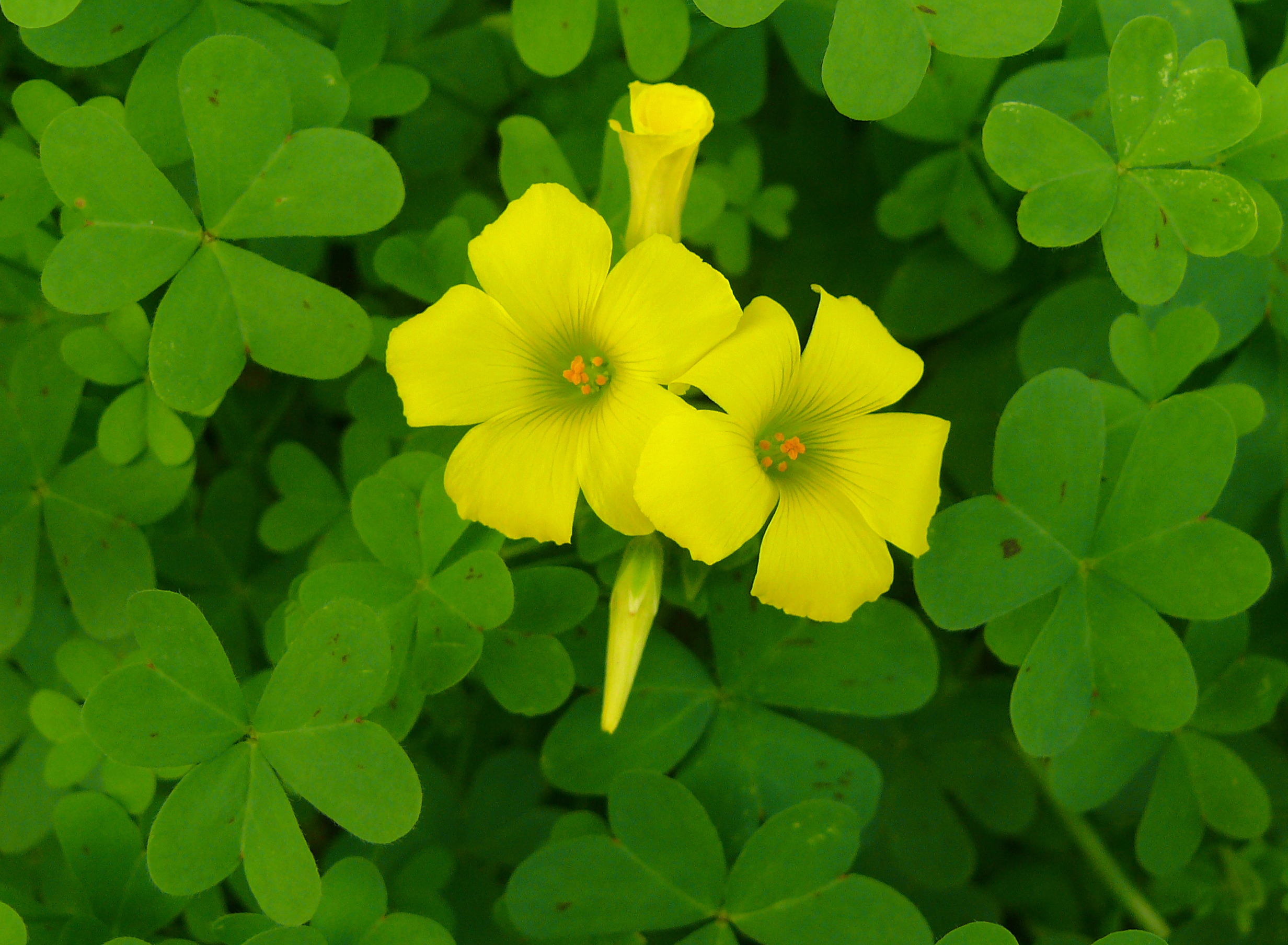
Šťavel Oxalis pes-caprae
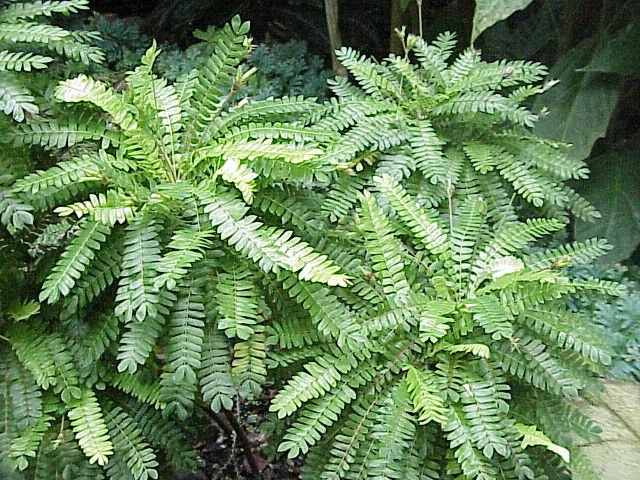
Citobýl Biophytum sensitivum
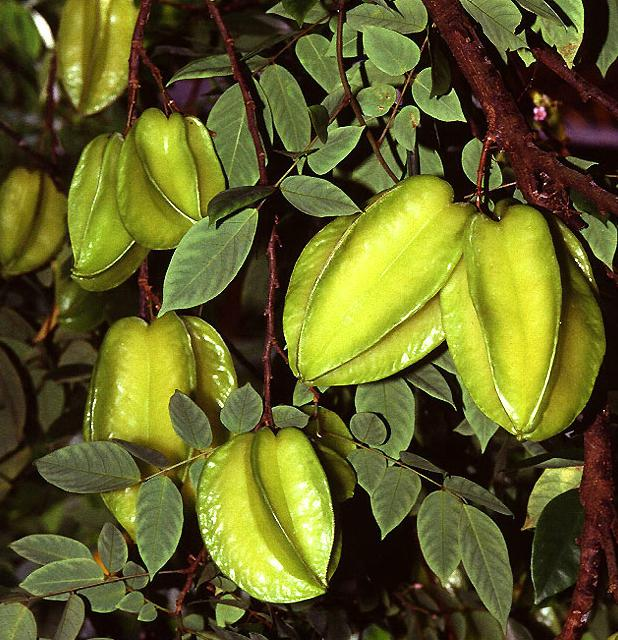
Karambola obecná (Averrhoa carambola)

## Rozšíření
Čeleď je celosvětově rozšířena, největší druhové bohatství je v tropickém a subtropickém pásu. Zahrnuje přes 900 druhů v přibližně 5 rodech. Největší rody jsou šťavel (Oxalis, asi 450 druhů zejména v Kapsku a Jižní Americe) a citobýl (Biophytum, asi 70 druhů, zejména v Jižní Americe a na Madagaskaru). Zástupci šťavelovitých rostou na nejrůznějších stanovištích, v tropickém pásu od suchých či vlhkých nížinných oblastí až po hranici sněhu v horách. Šťavel růžkatý je kosmopolitní druh, rozšířený po celém světě od tropů po teplejší oblasti mírného pásu.
V Evropě je čeleď zastoupena pouze rodem šťavel.

## Ekologické interakce
Květy šťavelovitých jsou opylovány především hmyzem, lákaným nektarem a nezřídka i nápadnými květy. Častá je různočnělečnost (heterostylie), včetně heterotristylie. Semena šťavelů a citobýlu mají speciálně vyvinutý míšek, který je v době zralosti vystřeluje do okolí. Dužnaté plody tropických rodů Averrhoa, Dapania a Sarcotheca jsou vyhledávány řadou zvířat, zahrnujících opice, netopýry či ptáky, kteří rozšiřují jejich semena. Některé druhy šťavelů se též intenzivně šíří dceřinými hlízkami.

## Obsahové látky
Pro šťavelovité je charakteristický vysoký obsah rozpustných nebo nerozpustných, krystalovaných šťavelanů. U šťavelů a karamboly byl prokázán obsah leukodelfinidinů a leukocyanidinů.

## Taxonomie
Do původně bylinné čeledi šťavelovité byla vřazena dřevinná čeleď Averrhoaceae se třemi rody - Averrhoa, Dapania a Sarcotheca. Od rodu šťavel byly oddělovány některé další rody: Xanthoxalis (žlutošťavel), Sassia (šťavelec) aj.

## Zástupci
- karambola (Averrhoa, česky též averoa)
- citobýl (Biophytum)
- šťavel (Oxalis) - šťavel - asi 700 druhů, s celosvětovým rozšířením
- žlutošťavel (Xanthoxalis)[5]

## Význam
Oba druhy karamboly, Averrhoa carambola a Averrhoa bilimbi mají jedlé plody a jsou pěstovány v tropech celého světa. V Malajsii se místně konzumují také plody Sarcotheca. V jihoamerických Andách se jedí podzemní hlízy šťavelu hlíznatého (Oxalis tuberosa). Některé druhy šťavelů jsou pěstovány jako okrasné rostliny.

## Seznam rodů
Averrhoa, Biophytum, Dapania, Oxalis (včetně Lotoxalis a Xanthoxalis), Sarcotheca